# Viktor Buraev
Viktor Michajlovič Buraev (in russo Виктор Михайлович Бураев?; Penza, 23 agosto 1982) è un ex marciatore russo.

## Palmarès

### Mondiali
- 1 medaglia:
  - 1 bronzo (Edmonton 2001 nella marcia 20 km)

## Altre competizioni internazionali

### Coppa Europa
- 1 medaglia:
  - 1 bronzo (Dudince 2001 nella marcia 20 km)